# Emily Osment
Emily Jordan Osment (Los Angeles, 10 marzo 1992) è un'attrice e cantante statunitense.

## Biografia
È la sorella minore di Haley Joel Osment, divenuto famoso per il film Il sesto senso, ed è figlia di Eugene Osment e di Theresa Seifert. Seguendo le orme dei genitori, Emily Osment ha iniziato la sua carriera a 5 anni apparendo in diverse pubblicità, incluso uno spot via radio con Dick Van Dyke, prima di fare il suo debutto con The Secret Life Of Girls (1999). Lo stesso anno ebbe un ruolo nel film della Hallmark, Sarah, Plain and Tall: Winter's End, nei panni della figlia di Glenn Close e Christopher Walken. Per quel ruolo fu nominata come Best Young Actor. Più tardi, interpretò piccoli ruoli per la televisione, che includono episodi di Una famiglia del terzo tipo (3rd Rock from the Sun), Il tocco di un angelo (Touched by an angel) e Friends.
Poi, finalmente, conquistò il ruolo di Gerti Giggles nel film Spy Kids 2 - L'isola dei sogni perduti. Il regista/sceneggiatore, Robert Rodriguez, rimase talmente impressionato dalla sua audizione che diede al suo personaggio una parte maggiore. Apparì inoltre nel terzo film della serie, Missione 3D - Game Over, in seguito è stata uno dei personaggi principali nella serie TV di Disney Channel, Hannah Montana. Ha impersonato il ruolo di Cassie Keller nel film R. L. Stine: I racconti del brivido - Non ci pensare!. Successivamente ha inciso la canzone I Don't Think About It, arrivata in cima alla classifica di Radio Disney.
Nel 2008 ha interpretato il ruolo della protagonista nel film TV Un papà da salvare affiancata da attori quali George Newbern e David Henrie. Sempre in questo anno interpreta Becca Handler in Soccer Mom. Nel 2009 partecipa al film Hannah Montana: The Movie. In America il suo nuovo CD è uscito nell'autunno del 2010 mentre i singoli Let's Be Friends e Lovesick sono usciti rispettivamente nell'estate del 2010 e nel 19 ottobre del 2010.
Nel 2010 ha fatto un'apparizione nella serie Jonas L.A., nell'episodio in cui ha partecipato anche David Henrie. Nel 2011 interpreta la protagonista di nome Taylor Hillridge nel film drammatico Cyberbully. Nel 2012 fa un'apparizione della serie TV Life with Boys, mentre nel 2013 fa un'altra apparizione questa volta nella serie TV Due uomini e mezzo.
Nel 2014 partecipa a due film ossia Kiss Me ed il thriller A Daughter's Nightmare. Sempre in questo anno partecipa alla serie TV Rainbow Brite ed inoltre diventa la protagonista della serie TV Young & Hungry, prodotta dalla famosa attrice e cantante Ashley Tisdale. Nel 2015 interpreta sempre la protagonista nella seconda stagione di Young & Hungry - Cuori in cucina e prende parte al film Love Is All You Need?, uscito nel 2016.
Dal 2021 al 2024 ha interpretato il ruolo di Mandy nella serie Young Sheldon.
Nel 2024 diventa protagonista dello spin-off Georgie & Mandy's First Marriage.

## Curiosità
- Emily ha cantato una canzone con Mitchel Musso che è stata accettata a Radio Disney durante la Music Mail Bag; viene proposta una canzone e se supera il 75% dei voti positivi viene accettata e trasmessa regolarmente alla radio come le altre canzoni. La canzone è una cover di If I Didn't Have You (colonna sonora di Monsters & Co.), in origine del cantautore Randy Newman che vinse l'Oscar nel 2002. Si può trovare nel disco DisneyMania 6. Ha anche registrato una nuova versione della canzone della principessa Aurora, la protagonista del classico Disney La bella addormentata.
- È anche la modella per la casa di abbigliamento, Vanilla Star Jeans.[senza fonte]

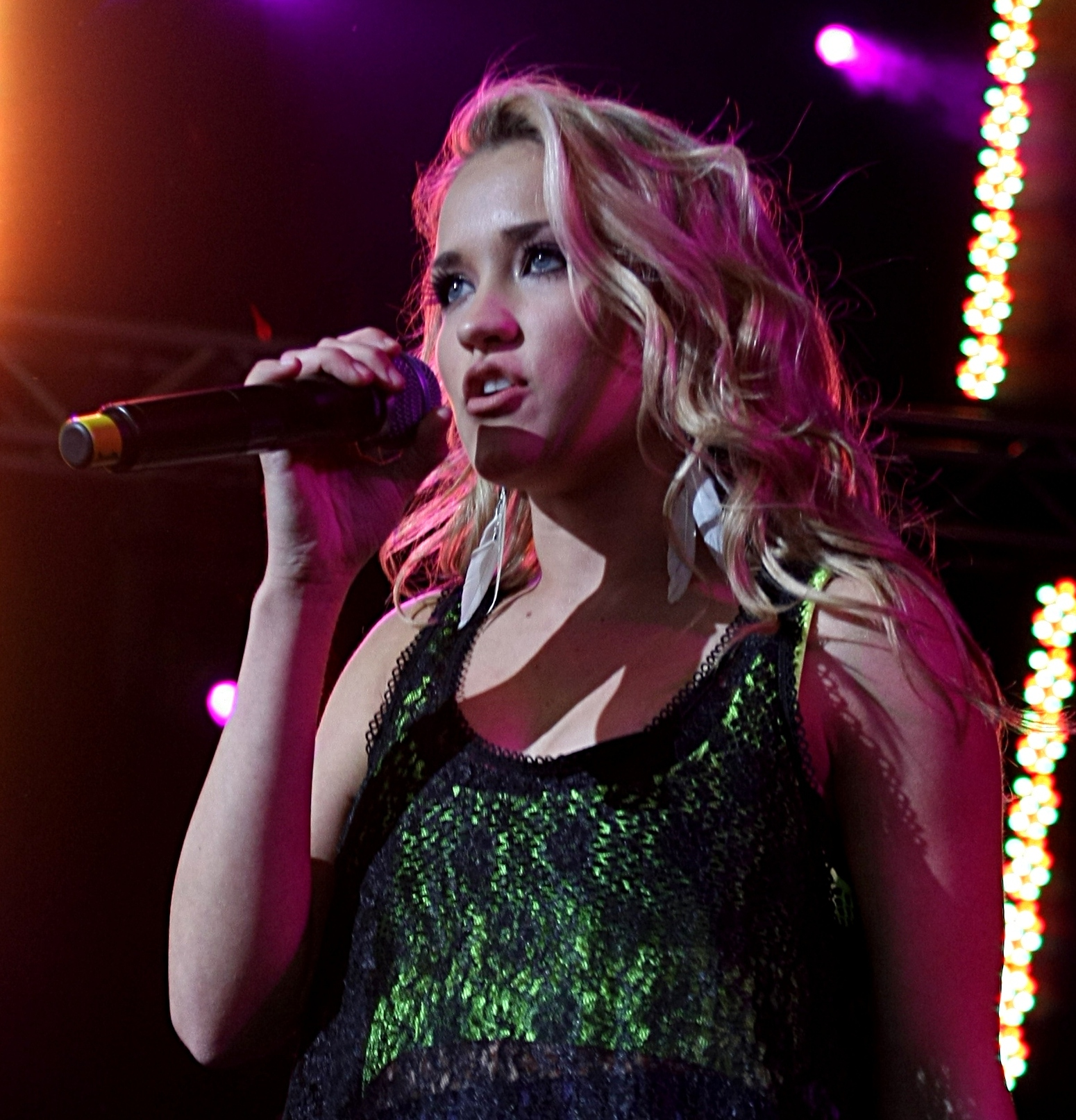
Emily Osment in concerto nel 2010

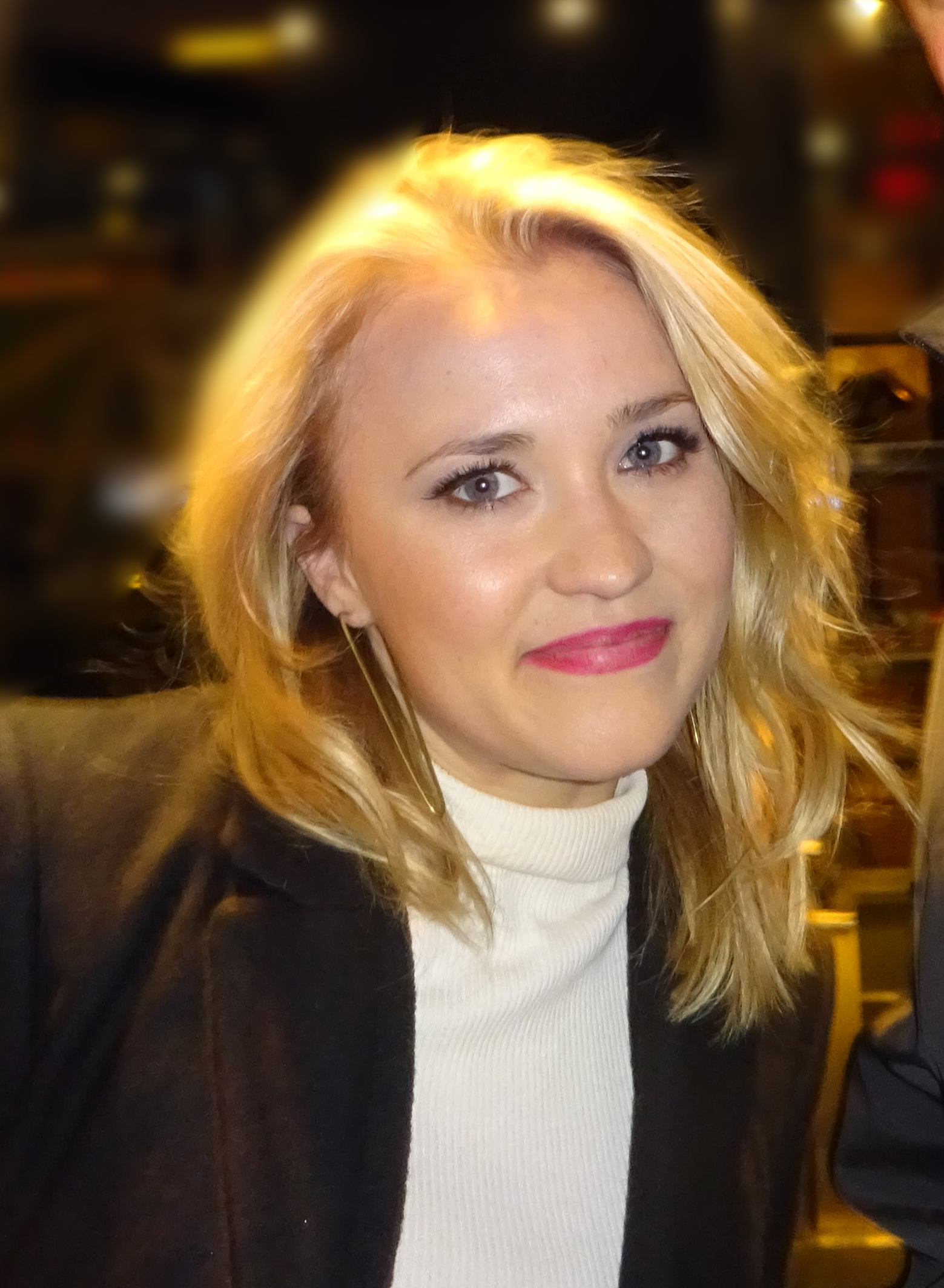
Emily Osment nel 2016

## Filmografia

### Attrice

#### Cinema
- The Secret Life of Girls, regia di Holly Goldberg Sloan (1999)
- Spy Kids 2 - L'isola dei sogni perduti (Spy Kids 2: The Island of Lost Dreams), regia di Robert Rodriguez (2002)
- Missione 3D - Game Over (Spy Kids 3-D: Game Over), regia di Robert Rodriguez (2003)
- R. L. Stine: I racconti del brivido - Non ci pensare! (The Haunting Hour: Don't Think About It), regia di Alex Zamm (2007)
- Soccer Mom, regia di Greg McClatchy (2008)
- Hannah Montana: The Movie, regia di Peter Chelsom (2009)
- Kiss Me, regia di Jeff Probst (2014)
- Provaci ancora Jose (No Way Jose), regia di Adam Goldberg (2015)
- Love Is All You Need?, regia di Kim Rocco Shields (2016)
- Il mio trentesimo... Natale (A Very Merry Bridesmaid), regia di David I. Strasser (2021)

#### Televisione
- La fine dell'inverno (Sarah, Plain and Tall: Winter's End), regia di Glenn Jordan – film TV (1999)
- Una famiglia del terzo tipo (3rd Rock from the Sun) – serie TV, episodio 5x06 (1999)
- Il tocco di un angelo (Touched by an Angel) – serie TV, episodio 6x12 (2000)
- Friends – serie TV, episodio 8x06 (2001)
- Hannah Montana – serie TV, 98 episodi (2006-2011)
- Zack e Cody sul ponte di comando (The Suite Life on Deck) – serie TV, episodio 1x21 (2009)
- Un papà da salvare (Dadnapped), regia di Paul Hoen – film TV (2009)
- Jonas L.A. – serie TV, episodio 2x11 (2010)
- Cyberbully, regia di Charles Binamé – film TV (2011)
- Life with Boys – serie TV, episodio 1x11 (2012)
- Due uomini e mezzo – serie TV, episodio 10x20 (2013)
- Cleaners – serie TV, 18 episodi (2013-2014)
- L'incubo di mia figlia (A Daughter's Nightmare), regia di Vic Sarin – film TV (2014)
- Young & Hungry - Cuori in cucina (Young & Hungry) – serie TV, 71 episodi (2014-2018)
- Mom – serie TV, 4 episodi (2015-2016)
- Il metodo Kominsky (The Kominsky Method) – serie TV, 16 episodi (2018-2021)
- Christmas Wonderland, regia di Sean Olson – film TV (2018)
- Almost Family – serie TV, 13 episodi (2019-2020)
- Pretty Smart – serie TV, 10 episodi (2021)
- A Very Merry Bridesmaid, regia di David I. Strasser – film TV (2021)
- Young Sheldon – serie TV, 39 episodi  (2022-2024)
- Georgie & Mandy's First Marriage - serie TV (2024 - ?)

### Doppiatrice
- Edwurd Fudwupper Fibbed Big, regia di Berkeley Breathed – cortometraggio animato (2000)
- Lilo & Stitch 2 - Che disastro Stitch! (Lilo & Stitch 2: Stitch Has a Glitch), regia di Michael LaBash e Anthony Leondis (2005)
- Holidaze: The Christmas That Almost Didn't Happen, regia di David H. Brooks (2006)
- Shorty McShorts' Shorts – serie animata, 4 episodi (2006-2007)
- Surviving Sid, regia di Galen Tan Chu e Karen Disher – cortometraggio animato (2008)
- Kick Chiapposky - Aspirante stuntman (Kick Buttowski: Suburban Daredevil) – serie animata, 21 episodi (2010-2012)
- Beverly Hills Chihuahua 2, regia di Alex Zamm (2011)
- I Griffin (Family Guy) – serie animata, 26 episodi (2012-2021)
- Beverly Hills Chihuahua 3: Viva La Fiesta!, regia di Lev L. Spiro (2012)
- Rainbow Brite – serie animata, episodi 1x01-1x02-1x03 (2014)
- Dead End: Paranormal Park – serie animata, 10 episodi (2022)

## Doppiatrici italiane
Nelle versioni in italiano dei suoi lavori, Emily Osment è stata doppiata da:
- Veronica Puccio in Hannah Montana, Hannah Montana: The Movie, Un papà da salvare, Zack e Cody sul ponte di comando, Jonas LA, Spy Kids 2 - L'isola dei sogni perduti, Spy Kids 3 - Missione 3D: Game Over, Cyberbully, Due uomini e mezzo, Young & Hungry, Mom, Christmas Wonderland, La fine dell'inverno, Provaci ancora Jose, Young Sheldon
- Alessia Amendola in R. L. Stine: I racconti del brivido - Non ci pensare!
- Benedetta Degli Innocenti ne Il metodo Kominsky (s.1)
- Erica Necci ne Il metodo Kominsky (s.2)

Come doppiatrice è sostituita da:
- Alessia Corona in Beverly Hills Chihuahua 2, Beverly Hills Chihuahua 3 - Viva la fiesta!
- Letizia Ciampa in La Collina dei Papaveri
- Monica Volpe ne I Griffin
- Alessia Amendola in Dead End: Paranormal Park

## Discografia

### Album Studio
- 2010 – Fight or Flight

### EP
- 2009 – All the Right Wrongs

### Singoli
- 2007 I Don't Think About It
- 2008 If I Didn't Have You (con Mitchel Musso)
- 2008 Once Upon a Dream
- 2009 Hero In Me
- 2009 All the Way Up
- 2010 You Are the only one
- 2010 Let's Be Friends
- 2010 Lovesick

### Altre canzoni
- Dreamer
- Friends Forever (con Mitchel Musso)
- Hate
- Jerkface Loser Boyfriend
- Hush (con Josh Ramsay)

## Premi e riconoscimenti
- Teen Choice Awards
  - 2009 – Choice TV Sidekick per Hannah Montana
- Prism Awards
  - 2012 – Best Performance In A TV Movie or Miniseries per Cyberbully
- Canadian Screen Awards
  - 2013 – Best Performance by an Actress in a Leading Role in a Dramatic Program or Mini-Series per Cyberbully